# Meimers
Meimers ist ein Stadtteil von Bad Liebenstein im Wartburgkreis in Thüringen.

## Geographie
Meimers befindet sich am Südrand des Thüringer Waldes, drei Kilometer südlich der Kernstadt Bad Liebenstein und wird wahlweise über die Kreisstraße K 88 oder die Landesstraße L 5228 erreicht. Westlich schließt sich die Gemeinde Barchfeld an und im Süden die Gemeinde Breitungen im Landkreis Schmalkalden-Meiningen.
Die Höhe von Meimers wird mit 275–290 m über Normalnull angegeben. Der tiefste Punkt in der Flur von Meimers wird mit 267 m ü. NN, der höchste Punkt wird mit 408,8 m ü. NN auf dem Storchsberg angegeben. Meimers befindet sich auf einem nach Süden auslaufenden Sporn des Storchsberges, westlich liegt das Grumbachtal, östlich das Farnbachtal. An der Flurgrenze zu Barchfeld befindet sich der Dänische Berg.

## Geschichte
Schon um 1250 wurde Meimers erstmals erwähnt. Im Frankensteiner Verkaufsbrief wird Meimers 1330 als Meimbrechts verzeichnet, 1340 lautete der Name auch daz Einbrechts (in der Bedeutung wohl Hof eines Aginbrachts). Damals gehörte der Ort zum Kloster Hersfeld und kam seit 1330 unter die Verwaltung des hennebergischen Amts Frankenberg, welches seit der Reformation „Amt Frauenbreitungen“ hieß.
Seit dem 16. Jahrhundert bildete der Farnbach die Landesgrenze des Herzogtums Sachsen-Meiningen zur hessischen Herrschaft Schmalkalden. Aus dieser Grenzlage und der Geländetopographie  erhielt  Meimers eine weilerartige Siedlungsstruktur. Man unterschied in Obermeimers, den Freihof Meimers, das Gut Meimers und Oberfarnbach.
Westlich schlossen sich noch zwei Höfe an, die jetzt auch zu Meimers gehören – Rabelsgrube und der Sorghof (wohl ein Teil des ursprünglichen Eimbrechts). Im 18. Jahrhundert erhielt Meimers eine eigene Schule und zwei Mühlen.
Anfang des 19. Jahrhunderts erwähnt die landeskundliche Beschreibung von Ernst Julius Walch die Ortsteile mit folgenden Angaben:
- Meimers  – 165 Einw. 88 männl. u. 77 weibl. Geschlechts. 108 Gebäude überhaupt, 30 bewohnte Häuser. Dörfchen, auf der rechten Seite der Werra, 1/2 St. südlich von Liebenstein, im Thal des Grumbachs oder Grimbachs, welcher 1 St. von Meimers bei Untergrumbach sich mit der Werra vereinigt. Zum Kirchspiel Frauenbreitungen gehörig, mit eigener Schule.
- Raboldsgrube (Holzgrube) – 6 Einw. 4 männl. und 2 weibl. Geschlechts. 10 Gebäude überhaupt, 2 bewohnte Häuser. Hof im Tal des Grumbach 1/2 St. südwestl. von Liebenstein. Nach Frauenbreitungen eingepfarrt und nach Meimers eingeschult.
- Sorghof (Sorga, vormals Eimbrechts) – 14 Einw. 10 männl. und 4 weibl. Geschlechts. 8 Gebäude überhaupt, 2 bewohnte Häuser. Hof, im Tal der Grumbach 1/2 St. südwestl. von Liebenstein, zwischen Rabelsgrube und Meimers. Nach Frauenbreitungen eingepfarrt und nach Meimers eingeschult.

Am 25. Juli 1952 wechselte Meimers vom Landkreis Meiningen in den Kreis Bad Salzungen. Die selbständige Gemeinde Meimers wurde 1993 mit dem späteren Ortsteil Bairoda nach Bad Liebenstein eingemeindet. Der Ort besitzt eine eigene evangelische Kirche, den Pfarrer muss sich die Kirchgemeinde allerdings mit dem benachbarten Steinbach teilen. Im Jahr 1939 hatte Meimers 359 Einwohner, im Jahr 1955 lebten im Ort 440 Einwohner. Derzeit leben in Meimers etwa 550 Einwohner.

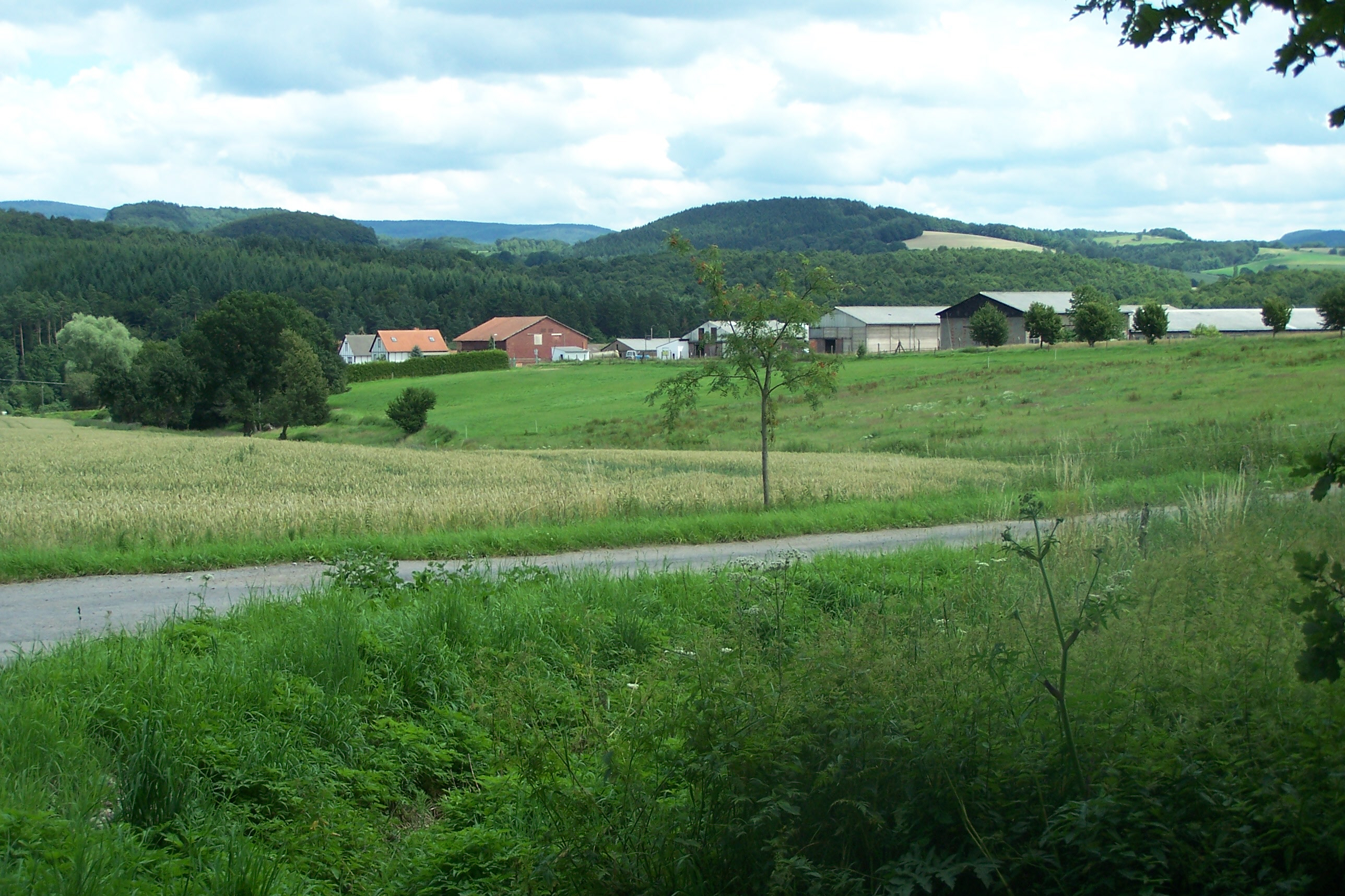
Ortsteil Sorga (2011)
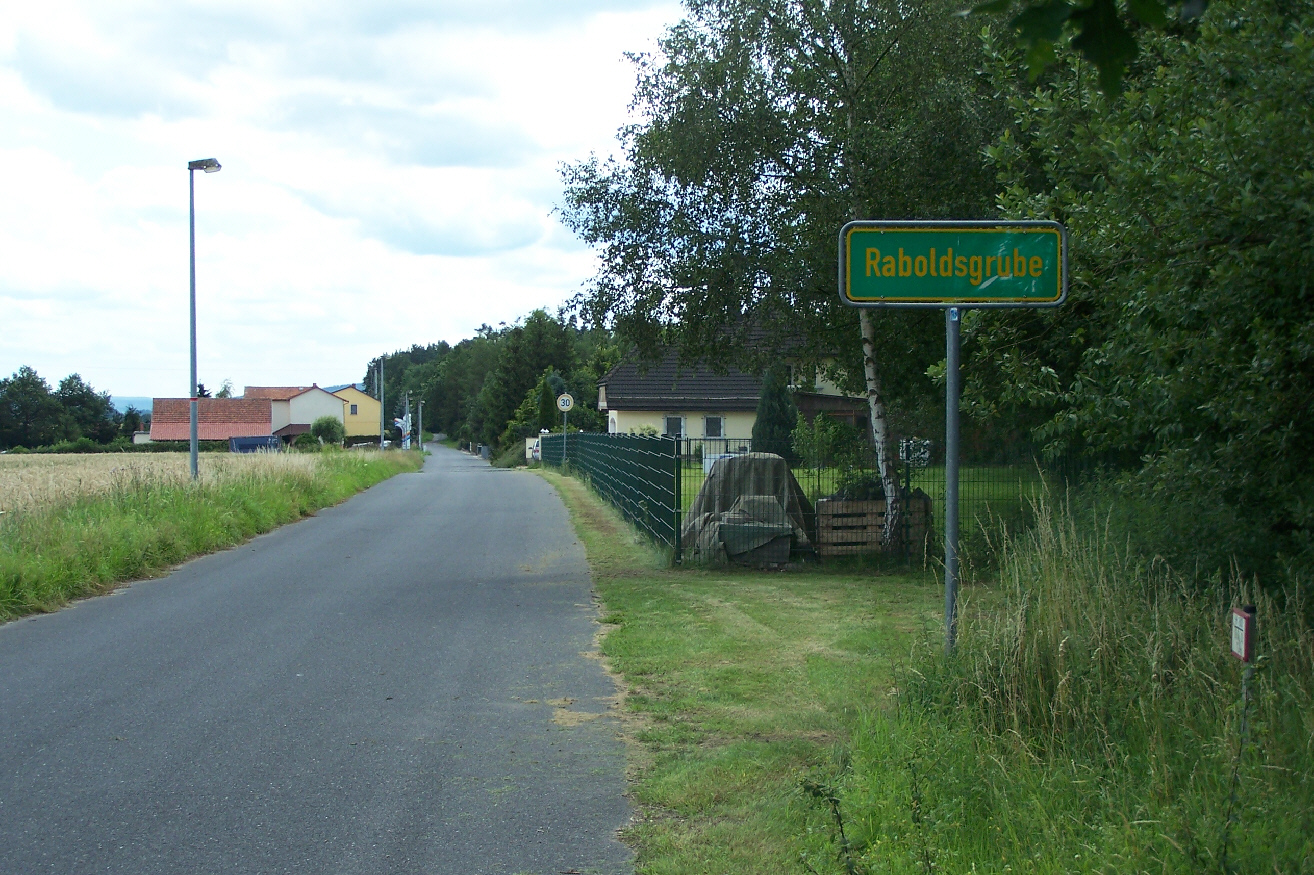
Raboldsgrube (2011)
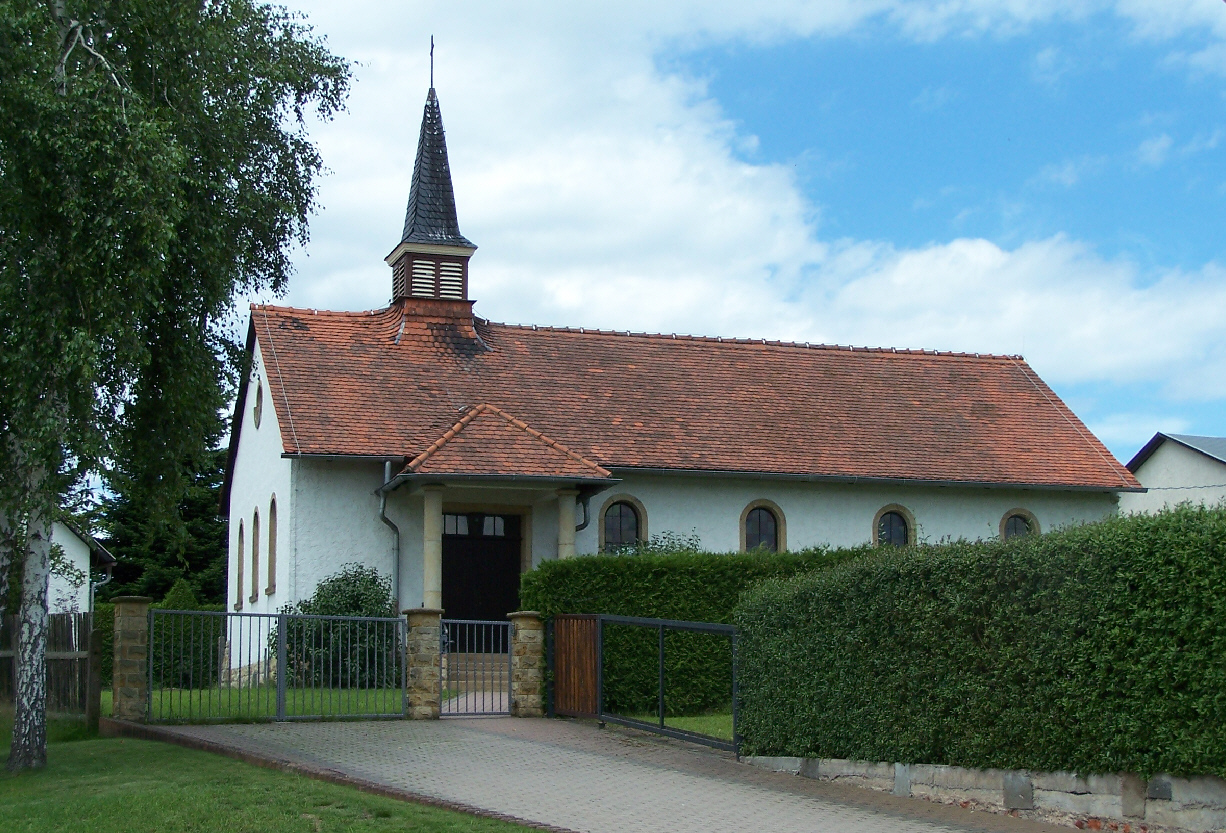
Die Kirche in Meimers
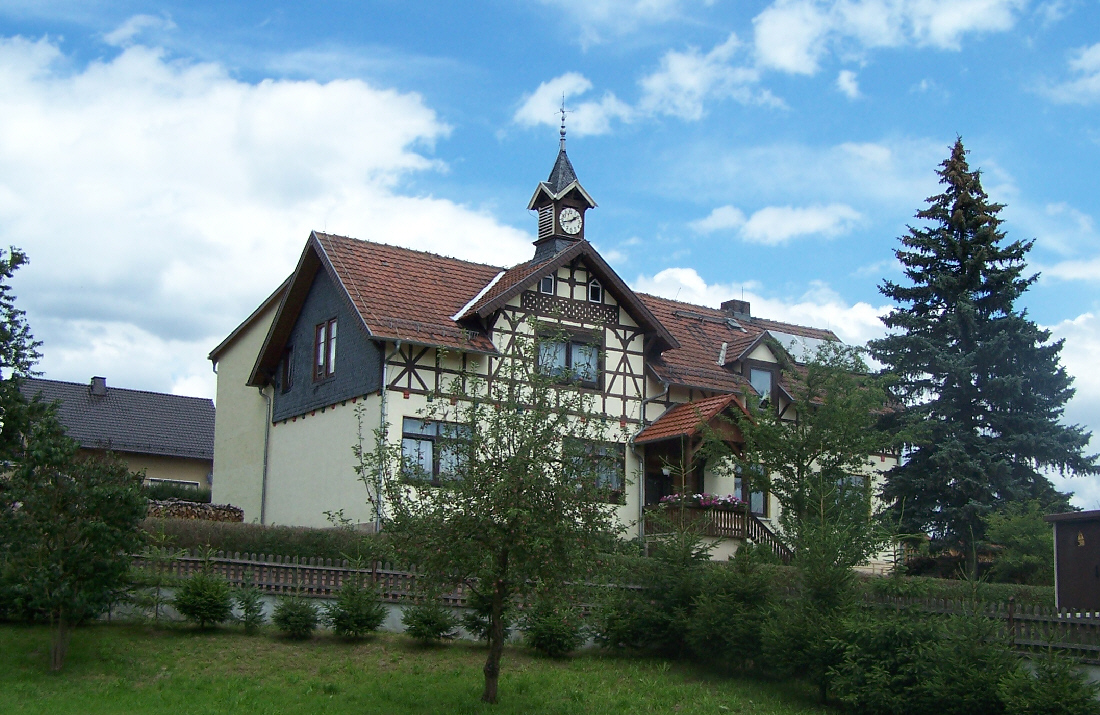
Die ehemalige Schule